# Courbe de Lissajous
 (août 2018).
 (août 2018).
Améliorez-le ou discutez des points à vérifier. 
Pour les articles homonymes, voir Lissajous.

Courbe de Lissajous.

Un cercle est une figure de Lissajous.

La courbe de Lissajous, aussi dénommée figure de Lissajous ou courbe de Bowditch, est la trajectoire d'un point dont les composantes rectangulaires ont un mouvement sinusoïdal.
Cette famille de courbes fut étudiée par Nathaniel Bowditch en 1815, puis plus en détail par Jules Lissajous en 1857.

## Définition

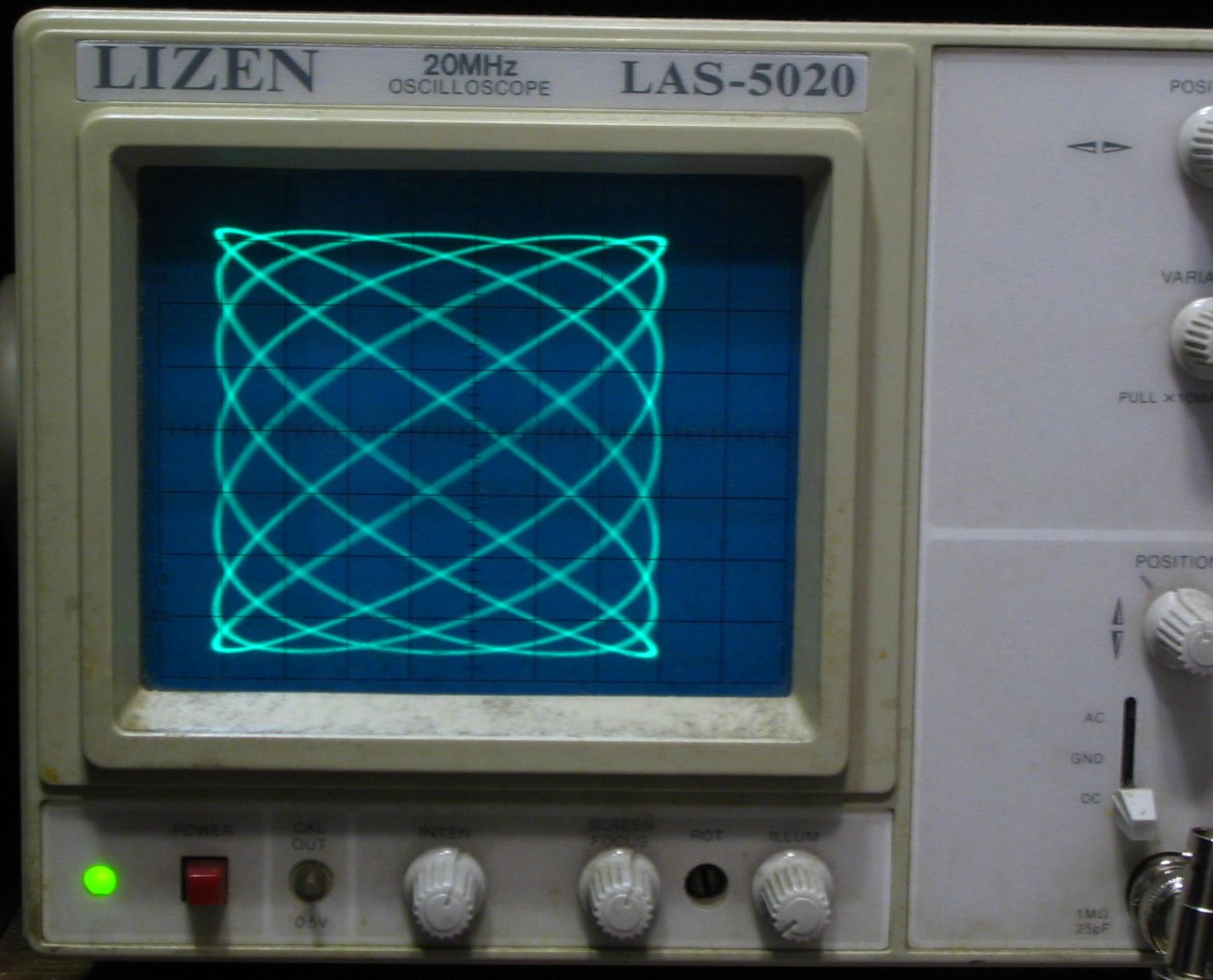
Courbe de Lissajous obtenue sur un oscilloscope.

Une courbe de Lissajous peut toujours être définie par l'équation paramétrique suivante :
{\displaystyle {\begin{cases}x(t)&=a\sin(t+\delta )\\y(t)&=b\sin(nt+\psi )\end{cases}}} où {\displaystyle 0\leq \delta ,\psi \leq {\frac {\pi }{2}}} et {\displaystyle n\geq 1}.
Le nombre n est appelé le paramètre de la courbe, et correspond au rapport des pulsations des deux mouvements sinusoïdaux. D'ailleurs, si ce rapport est rationnel, il peut être exprimé sous la forme {\displaystyle n={\tfrac {q}{p}}} et l'équation paramétrique de la courbe devient :
{\displaystyle {\begin{cases}x(\theta +\delta )&=a\sin(p\theta )\\y(\theta )&=b\sin(q\theta +\phi )\end{cases}}}, pour {\displaystyle 0\leq \theta <2\pi } où {\displaystyle 0\leq \phi \leq {\frac {\pi }{2p}}} et {\displaystyle q\geq p}.

## Propriétés
- Si n est irrationnel, la courbe est dense dans le rectangle [–a, a]×[–b ,b].
- Si n est rationnel: 
  - la courbe est une courbe algébrique (unicursale) de degré 2q si {\displaystyle \phi \in \left]0,{\tfrac {\pi }{2p}}\right]} pour p impair ou {\displaystyle \phi \in \left[0,{\tfrac {\pi }{2p}}\right[} pour p pair.
  - la courbe est une portion de courbe algébrique de degré q si {\displaystyle \phi =0} pour p impair ou {\displaystyle \phi ={\tfrac {\pi }{2p}}} pour p pair.
- Si n est un entier pair et {\displaystyle \phi ={\tfrac {\pi }{2}}}, ou si n est un entier impair et {\displaystyle \phi =0}, la courbe est une portion de la courbe du n-ième polynôme de Tchebychev.

## Cas particuliers
- Si n = 1, la courbe est une ellipse.
  - Si a = b et  {\displaystyle \phi ={\frac {\pi }{2}}}, cette ellipse est un cercle.
  - Si {\displaystyle \phi =0}, cette ellipse est un segment de droite.
- Si a = 2b et n = q = 2 (donc p = 1), la courbe est une besace.
  - Si {\displaystyle \phi ={\frac {\pi }{2}}}, cette besace est une portion de parabole.
  - Si {\displaystyle \phi =0}, cette besace est une lemniscate de Gerono.

Voici quelques exemples de tracés avec {\displaystyle \phi =0} et a = b.

Différents exemples de courbes de Lissajous
p = 1, q = 2
p = 1, q = 3
p = 1, q = 6
p = 2, q = 3
p = 3, q = 4
p = 3, q = 20

## Liens avec d'autres courbes
Les courbes de Lissajous sont des projections de couronnes sinusoïdales sur un plan parallèle à l'axe de symétrie.

## Applications

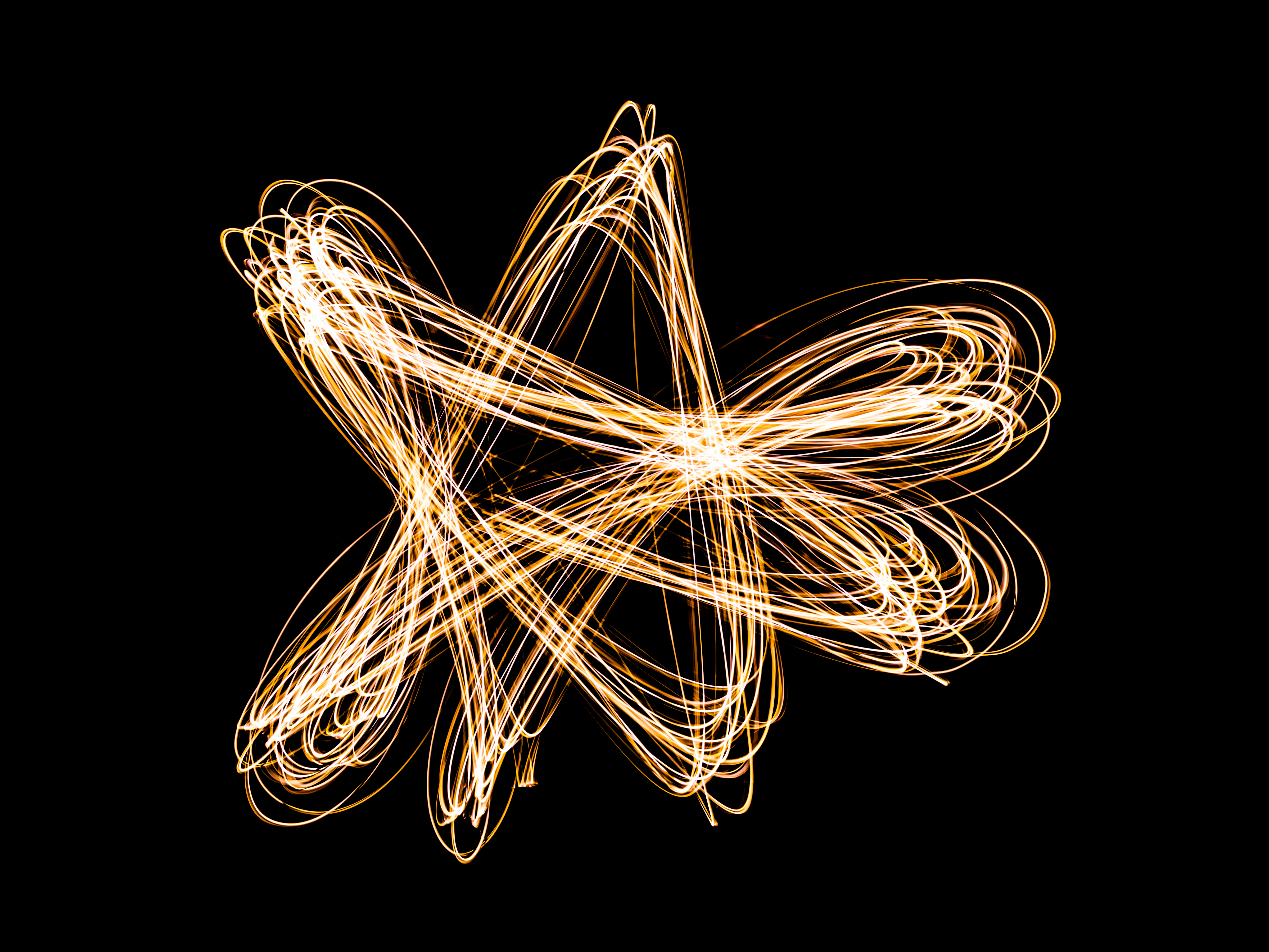
Traces de lumière en forme de courbe de Lissajous.

Les courbes de Lissajous ont différentes applications :
- Sur un oscilloscope analogique, le mode XY (Abscisse (composante horizontale) et Ordonnée (composante verticale)) permet notamment de mesurer un déphasage et une différence de fréquence entre deux signaux sinusoïdaux par la visualisation de courbes de Lissajous. Cette méthode est néanmoins peu précise.
- Les télescopes spatiaux qui orbitent autour des points de Lagrange, comme notamment le télescope Herschel placé au point L2, décrivent une orbite de Lissajous.

## Dans la culture populaire

### Cinéma
- Des courbes de Lissajous étaient projetées sur des oscilloscopes afin de simuler des équipements de haute technologie dans les films et séries de science-fiction dans les années 1960 et 1970[1].

- La séquence titre du film d'Alfred Hitchcock de 1958 Vertigo, créée par John Whitney, intègre des courbes de Lissajous[2].

### Logos d'entreprise
Plusieurs entreprises utilisent des courbes de Lissajous dans le design de leurs logos :
- la Australian Broadcasting Corporation (a = 1, b = 3, δ = π/2, ψ = 0)[3]
- le laboratoire Lincoln du MIT (a = 3, b = 4, δ = π/2, ψ = 0)[4]
- l'Université d'électro-communication du Japon (a = 5, b = 6, δ = π/2, ψ = 0).[réf. souhaitée]
- l'application vidéo Movies Anywhere de Disney utilise une courbe stylisée
- le logo de Meta Platforms est une courbe de Lissajous, choisie pour évoquer la forme d'un M majuscule (a = 1, b = -2, δ = π/20, ψ = 0).

### Art moderne
L'artiste dadaïste Max Ernst a peint des courbes de Lissajous directement en suspendant un pot de peinture percé au-dessus du canevas.